# Xiwengzhuang
Xiwengzhuang (chinesisch 溪翁庄鎮 / 溪翁庄镇, Pinyin Xīzwēnghuāng Zhèn) ist eine Großgemeinde im Zentrum des Stadtbezirks Miyun der Regierungsunmittelbaren Stadt Peking. Xiwengzhuang hat eine Fläche von 111,1 km² und 19.811 Einwohner (Ende 2010).
Westlich des Dorfs Jinpoluo befindet sich die Empfangsstation Miyun des Zentrums für Betrieb und Steuerung der Nutzlasten, einer Einrichtung des Zentrums für Projekte und Technologien zur Nutzung des Weltalls der Chinesischen Akademie der Wissenschaften
sowie die Datenempfangsstation Miyun des Instituts für Fernerkundung und digitale Geowissenschaften der Chinesischen Akademie der Wissenschaften.

## Geschichte
1961, am Ende des Großen Sprungs nach vorn, also relativ spät, wurde auf dem Gebiet der heutigen Großgemeinde die Volkskommune Xiwengzhuang (溪翁庄公社) gegründet. 1981 wurde von dieser das Dorf Xiwengzhuang abgespalten und zur Großgemeinde erhoben. 1983 wurde dann im Zuge der Reform- und Öffnungspolitik der Rest der Volkskommune aufgelöst und in eine Gemeinde umgewandelt, die 1986 mit der Großgemeinde vereinigt wurde. Während die 14 ursprünglichen Dörfer der Volkskommune bis heute erhalten sind, wuchs die Zahl der Einwohnergemeinschaften im Hauptort Xiwengzhuang von sechs im Jahr 1996 über sieben im Jahr 2002
auf acht im Jahr 2018.

## Administrative Gliederung
Xiwengzhuang setzt sich aus acht Einwohnergemeinschaften und 14 Verwaltungsdörfern zusammen. Diese sind:
| Einwohnergemeinschaft Eins (第一社区) Einwohnergemeinschaft Zwei (第二社区) Einwohnergemeinschaft Drei (第三社区) Einwohnergemeinschaft Vier (第四社区) Einwohnergemeinschaft Fünf (第五社区) Einwohnergemeinschaft Lanyinshan (澜茵山社区) Einwohnergemeinschaft Runxi (润溪社区) Einwohnergemeinschaft Yunxi (云溪社区) Dorf Baicaowa (白草洼村) Dorf Beibaiyan (北白岩村) Dorf Dongyingzi (东营子村) | Dorf Dongzhibei (东智北村) Dorf Dongzhidong (东智东村) Dorf Dongzhixi (东智西村) Dorf Heishansi (黑山寺村) Dorf Jianyan (尖岩村) Dorf Jinpoluo (金叵罗村) Dorf Lixinzhuang (立新庄村) Dorf Shimayu (石马峪村) Dorf Shiqianggou (石墙沟村) Dorf Xiwengzhuang (溪翁庄村), Regierungssitz der Großgemeinde Dorf Zoumazhuang (走马庄村) |